# إدي لوك
إدي لوك (بالإنجليزية: Eddie Locke) هو عازف جاز أمريكي، ولد في 2 أغسطس 1930 في ديترويت في الولايات المتحدة، وتوفي في 7 سبتمبر 2009 في رامزي في الولايات المتحدة.

## وصلات خارجية
- إدي لوك على موقع ميوزك برينز (الإنجليزية)
- إدي لوك على موقع أول ميوزيك (الإنجليزية)
- إدي لوك على موقع ديسكوغز (الإنجليزية)